# Backbone Trail

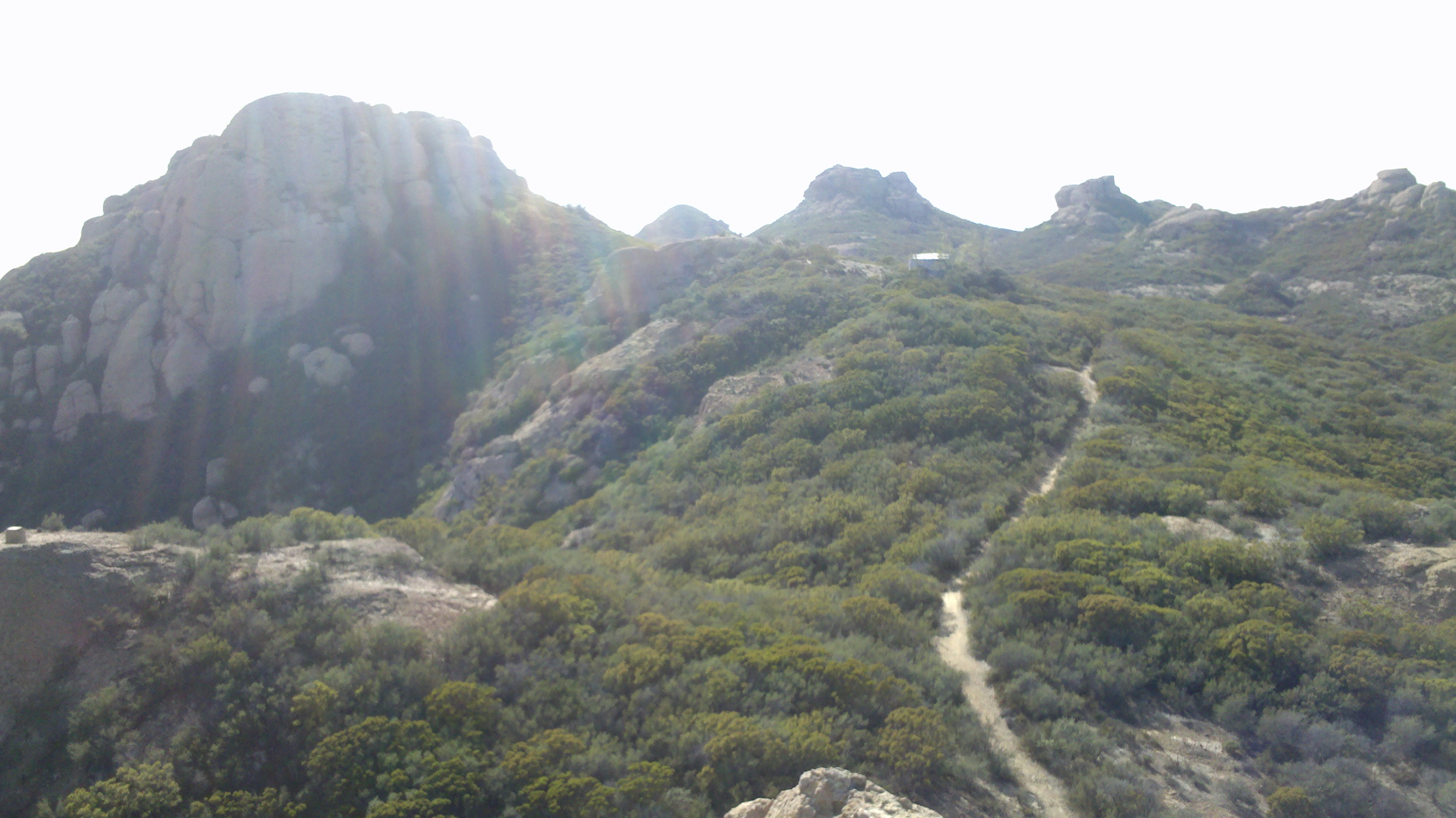
Backbone Trail rechts der Bildmitte vor den Tri-Peaks.

Der Backbone Trail (dt. Rückgratweg) ist ein 109 km langer Fernwanderweg in den Santa Monica Mountains (109,10 km). Der westliche Endpunkt liegt im Point Mugu State Park, der östliche im Will Rogers State Historic Park in Pacific Palisades. Der Weg ist für Wanderer auf der ganzen Länge, für Mountain-Biker und Reitpferde partiell auf markierten Abschnitten zugänglich.

## Geschichte und Topographie
Der Wegebau begann in den frühen 1980er Jahren in Kooperation mit dem National Park Service, dem California Department of Parks and Recreation, und privaten Initiativen.

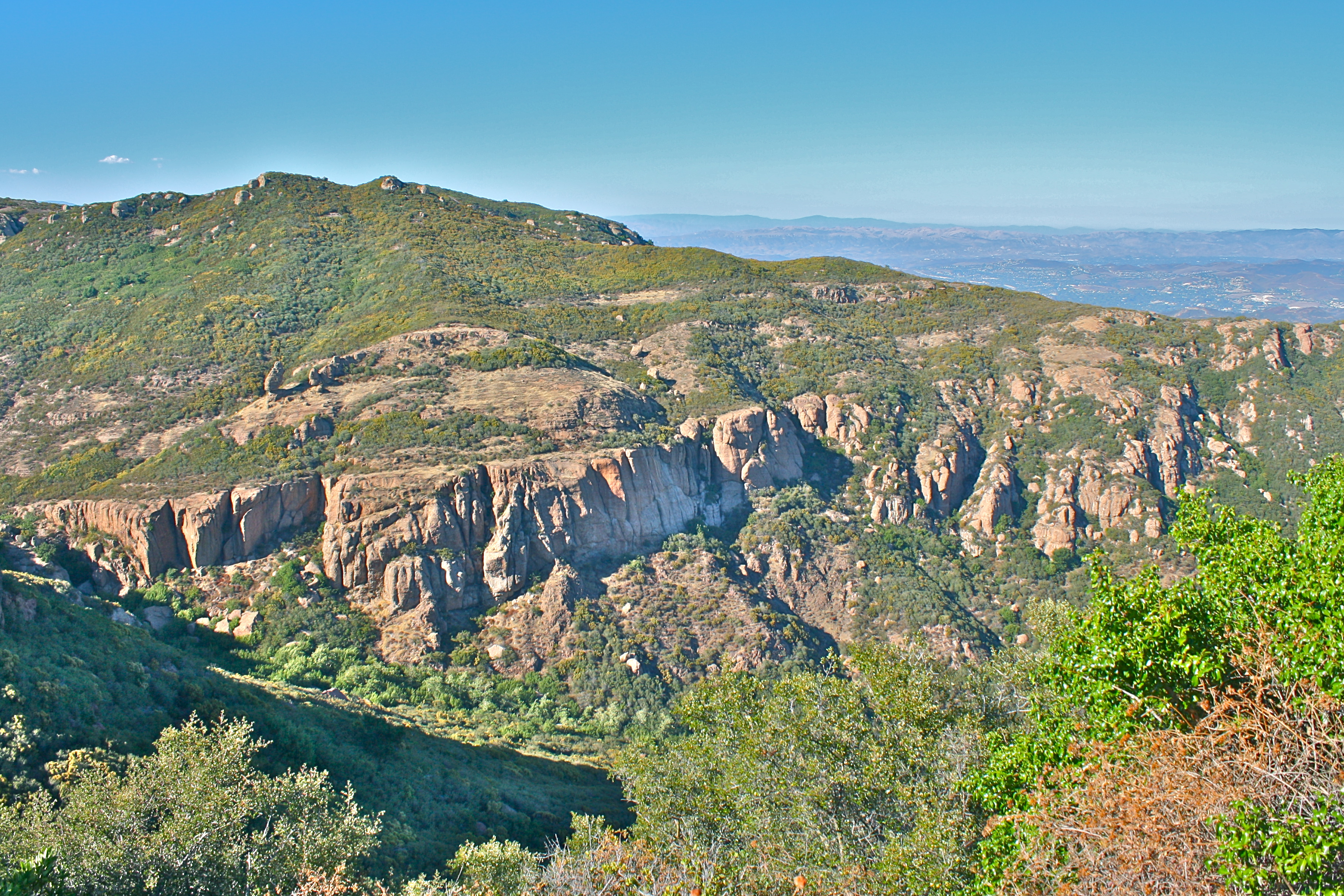
Der Backbone Trail bei Mishe Mokwa.

Steigungen und Gefälle verlaufen auf dem Backbone Trail weitgehend gleichmäßig über die Gipfel und Canyons der Santa Monica Mountains. Vom niedrigsten Punkt auf Meereshöhe, dem Ray Miller Trailhead im Point Mugu State Park bis zum höchsten Punkt Sandstone Peak (948 m), dem höchsten Punkt der Santa Monica Mountains verläuft der Weg nur abschnittsweise flach.